# Stelidota geminata

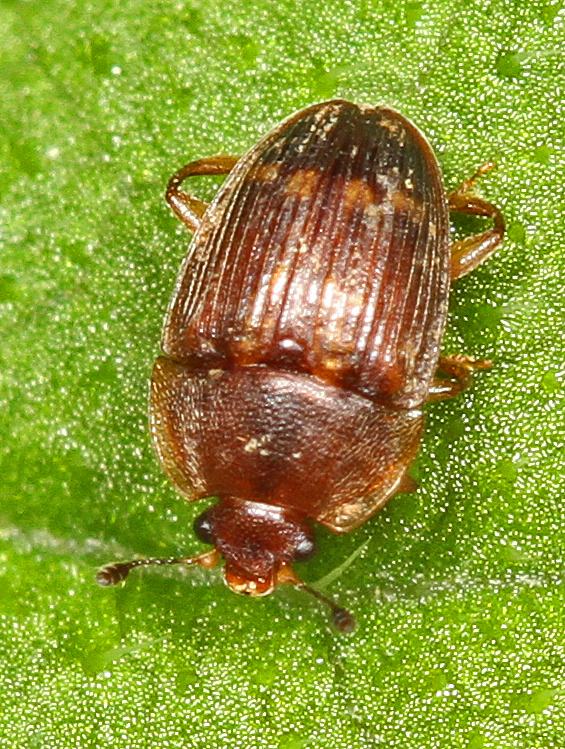
Frontansicht

Stelidota geminata (auch Erdbeer-Glanzkäfer) ist ein Käfer aus der Familie der Glanzkäfer (Nitidulidae). Im Englischen trägt sie die Bezeichnung Strawberry Sap Beetle („Erdbeer-Saftkäfer“).

## Merkmale
Die Käfer werden 2–3 mm lang. Ihre Grundfärbung ist dunkelrot bis dunkelbraun. Der Halsschild ist an der Basis am breitesten. Die Halsschildränder sind gebogen. Die Flügeldecken besitzen jeweils neun Rippen. An der Basis sowie im hinteren Drittel der beiden Elytren befinden sich jeweils 2 helle Flecke. Die Beine sind hellrot-orange gefärbt. 

## Verbreitung
Stelidota geminata ist in der Nearktis und in der Neotropis heimisch. Die Art kommt in Südamerika in Kolumbien und in Brasilien vor. In Nordamerika ist sie entlang der Ostküste von Québec bis nach Florida, im Mittelwesten von Ontario bis nach Texas vertreten.
In die Alte Welt wurde die Art eingeschleppt und gilt dort als invasiv. In den letzten Jahren breitete sie sich vom Mittelmeerraum nach Norden aus. In Deutschland ist sie im Südwesten nachgewiesen, hauptsächlich im Oberrheingraben.

## Lebensweise
Die Käfer sind von Mai bis Oktober zu finden, dabei hauptsächlich im August, häufig an überreifen Früchten sowie an verrottendem Gemüse; sie gelten als Schädlinge an Erdbeerplantagen.
Die Weibchen legen ihre Eier an beschädigten Früchten ab, insbesondere an Erdbeeren.